# 比利亚莫龙塔
比利亚莫龙塔，是西班牙卡斯蒂利亚-莱昂帕伦西亚省的一个市镇。 总面积13平方公里，总人口323人（2001年），人口密度25人/平方公里。